# Cecil B. DeMille
Pour les articles homonymes, voir DeMille.
Cecil Blount DeMille, plus couramment appelé Cecil B. DeMille, est un réalisateur et producteur américain, né le 12 août 1881 à Ashfield (Massachusetts) et mort le 21 janvier 1959 à Los Angeles (Californie).
D'abord acteur dans les années 1900, il fonda avec Jesse L. Lasky et Samuel Goldwyn une société de production cinématographique (l'ancêtre de la Paramount) et réalisa en 1914 le premier long-métrage tourné à Hollywood, Le Mari de l'Indienne. Grâce à ses nombreuses comédies vaudevillesques avec la star d'alors Gloria Swanson, il devint l'un des réalisateurs les plus importants du cinéma muet dans les années 1920. Il se spécialisa ensuite dans les films d'aventures et historiques, tels que Le Signe de la Croix, Les Croisades, Les Tuniques écarlates (son premier film en Technicolor), Les Naufrageurs des mers du Sud, Les Conquérants d'un nouveau monde, Sous le plus grand chapiteau du monde ou Les Dix Commandements.
Pionnier de son art et producteur indépendant, Cecil B. DeMille fut l'un des rares metteurs en scène à bénéficier d'une totale liberté artistique tout au long de sa carrière, et fut l'un des premiers à envisager le cinéma comme un divertissement pour le grand public,. Grand directeur de foules, il sut imposer un style propre et reconnaissable. Républicain, fervent garant des valeurs morales de l'Amérique puritaine, il transgressa pourtant les règles de moralité imposées au cinéma par le code Hays dans plusieurs de ses films, contenant des scènes de sensualité exacerbée (Le Signe de la croix) ou de métaphores à caractère érotique (Cléopâtre).
Si son nom reste aujourd'hui associé excessivement à l'idée de démesure et de gigantisme au cinéma, apparaissant comme le représentant archétypal du film biblique (il n'en tourna pourtant que quatre dans sa carrière), Cecil B. DeMille n'en est pas moins l'un des réalisateurs les plus importants de l'âge d'or du cinéma américain. À l'instar de David W. Griffith ou Charles Chaplin, sa carrière a été décisive et son influence importante sur ses contemporains et les générations de cinéastes suivantes,.

## Biographie

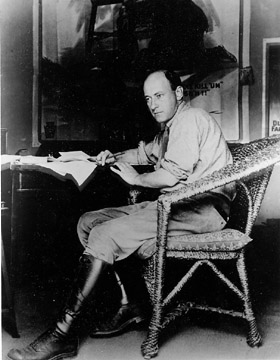
Cecil B. DeMille, photo publicitaire de la Paramount Pictures.

### Jeunesse
Cecil Blount DeMille, né le 12 août 1881 à Ashfield, était le deuxième fils de Henry Churchill de Mille (en) et de Mathilda Beatrice DeMille (née Samuel). Son père Henry DeMille descendait de la famille protestante flamande de Mille, originaire de Bruges, réfugiée aux Pays-Bas à la fin du XVIe siècle lors de l'invasion espagnole, qui avait ensuite émigré aux États-Unis en 1658, et il était membre actif de l'Église épiscopalienne américaine. Sa mère Mathilda Samuel était arrivée aux États-Unis en 1871 à 18 ans avec sa famille juive allemande,. Son frère aîné William naquit le 25 juillet 1878, sa sœur Agnès le 23 avril 1891 (celle-ci décède prématurément en 1895).
Le grand-père paternel de Cecil, William Edward DeMille, avait été un négociant important en Caroline du Nord avant de faire faillite dans les années 1860. Henry DeMille exerça plusieurs métiers : pasteur, instituteur et auteur dramatique. Il ne rencontra pas grand succès jusqu'à sa rencontre avec le dramaturge David Belasco en 1887. Cecil Blount assista à sa première représentation théâtrale à l'âge de huit ans au théâtre de Madison Square. Son père mourut le 10 février 1893, emporté par la fièvre typhoïde.
Cecil entra au collège militaire de Pennsylvanie à l'âge de quinze ans. Il voulut s'engager dans la guerre que menaient les États-Unis contre l'Espagne, mais ne fut pas enrôlé en raison de son trop jeune âge. Il sortit de l'établissement en 1898 et, suivant l'exemple de son frère, se lança dans le théâtre à Broadway. Il s'inscrit dans un cours d'art dramatique à New York et obtint son diplôme en 1900. Il joua dans une pièce à succès de Cecil Raleigh (en), Hearts Are Trumps. En tournée, il tomba amoureux d'une des actrices, Constance Adams (en) : « Le 31 décembre 1900, à minuit, assis sur les marches d'une pension de famille, au 9 Beacon Street, Boston, complètement oublieux du froid, nous célébrâmes la nouvelle année et le nouveau siècle en devenant fiancés ». Ils se marièrent le 16 août 1902 dans le New Jersey.
Après une tournée au cœur de l'Amérique, il commença à écrire des pièces, parfois avec son frère. Il s'occupa également de la compagnie du Standard Opéra pendant quelque temps. Il fut engagé par David Belasco en 1907 pour une pièce écrite par son frère, The Warrens Of Virginia (en). Figurait également à l'affiche de cette pièce la future star Mary Pickford. La collaboration entre DeMille et Belasco prit fin, pour un contentieux sur la paternité d'une pièce, en 1911. Administrateur au sein de la Société américaine de théâtre, il rencontra Jesse L. Lasky, un producteur de vaudevilles et d'opérettes.

### Un pionnier de Hollywood

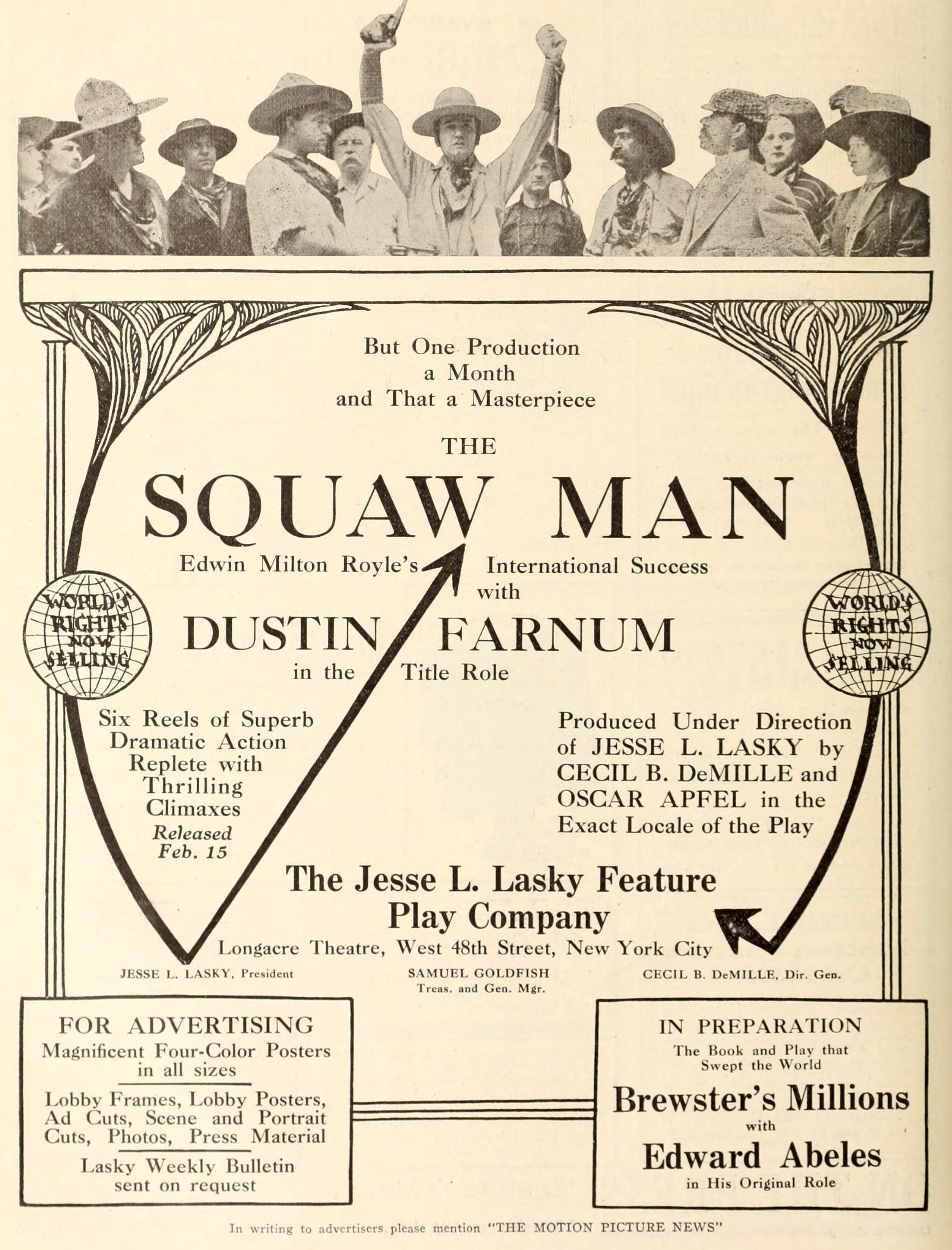
Publicité pour Le Mari de l'Indienne tourné en 1914.

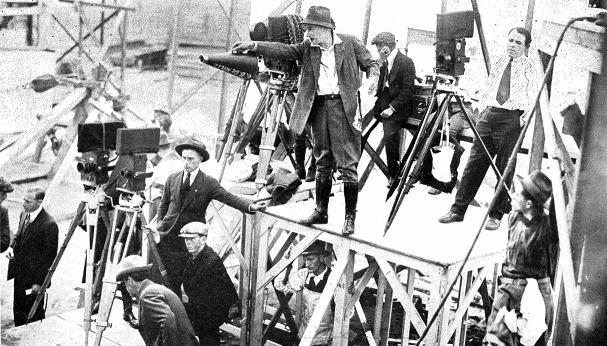
Cecil B. DeMille, à la tête de 4 caméras, dirige ses comédiens en 1920.

Avec Cecil arrivé à Hollywood en 1913, Samuel Goldfish (alors vendeur de gants) et Arthur Friend (un juriste), fondent une nouvelle société, la Lasky Feature Play Company, à laquelle un troisième comparse, Jesse L. Lasky, donne son nom. Goldfish s'occupe de la distribution, Friend de la partie juridique, et Cecil B. DeMille est chargé de réaliser les films. Pour leur première production, audacieuse, ils adaptent une pièce de théâtre, The Squaw Man (Le Mari de l'Indienne). Ils partent tourner à Hollywood, alors simple village de la côte ouest des États-Unis, dans une grange louée en décembre 1913 et qui fait office de studio. Distribué, le film rapporte deux fois la mise financière.
Fort de succès d'estime et public, Cecil B. DeMille commence le tournage de The Virginian le 14 avril 1914, film qui est bien accueilli, tourné à l'aide de plusieurs caméras françaises qui dominent à l'époque le marché mondial, la caméra Pathé Professionnelle. Après La Fille du Far-west, tourné en huit jours, il passe à The Warrens of Virginia, adapté de la pièce de son frère, où il commence à développer son souci du réalisme, notamment avec la séquence de l'explosion d'un train. Réalisme qui coûte la vie à un homme lors du le tournage de The Captive en 1915, tué par une arme qui aurait dû être chargée à blanc.
La Lasky Company engage la grande vedette cantatrice Geraldine Farrar. DeMille, pour « tester » les performances de comédienne de la star la fait tourner dans Maria Rosa (sorti en 1916) avant de lui confier le rôle de Carmen. Rassuré sur ses prestations, il lui offre un troisième rôle dans Temptation. Le film le plus célèbre de cette année 1915 reste Forfaiture, qui offre à Sessue Hayakawa son premier grand rôle. « Dans ce Paris mort au plaisir, voué au silence et à l'angoisse de la guerre, les spectateurs tendus depuis des mois sur un objectif de cauchemar, se détendaient enfin devant ce drame exotique, entraînant, admirablement mené dans un esprit nouveau, un mouvement accéléré, un dynamisme jamais senti. »

### Des comédies conjugales aux films historiques

#### La période «muette» (1915-1928)

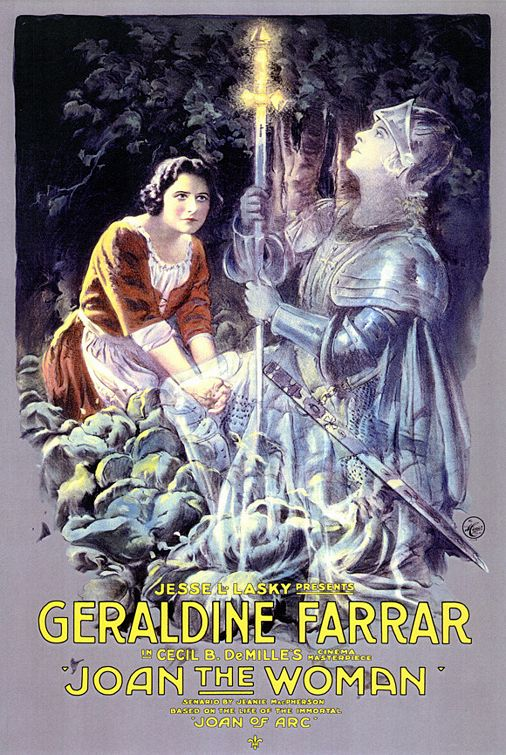
Affiche du film Jeanne d'Arc (1917).

En 1915, Samuel Goldfish rencontra Adolph Zukor, avec qui il fonda la Famous Players Lasky Corporation. DeMille ne tourna que quatre films en 1916, dont Le Cœur de Nora Flynn. Il fit aussi l'acquisition d'une grande propriété dans le canyon du Little Tujunga, non loin de Hollywood, qu'il baptisa Le Paradis. En 1917, il tourna son premier grand film historique, Jeanne d'Arc (Joan, The Woman), avec Geraldine Farrar et Theodore Roberts. C'est aussi la première utilisation de la couleur par Cecil B. DeMille dans quelques scènes. Le film fut un échec.
Adolph Zukor lui impose ensuite de tourner deux films avec Mary Pickford : La Bête enchaînée (A Romance of the Redwoods) puis La Petite Américaine (The Little American) qui fit d'elle « la petite fiancée de l'Amérique » et qui révéla le jeune Ramón Novarro. La surenchère des salaires des stars entraîna un bouleversement de l'industrie du cinéma et des coûts de production. DeMille ne pensait pas les stars essentielles à la réussite d'un film : « Je pensais alors, et je pense toujours, que des grands films peuvent être réalisés sans vedettes. » D'ailleurs, en 1918, il tourna Le Rachat suprême (The Whispering Chorus) et L'Échange (Old Wives for New) sans noms connus. Il réalisa également une réadaptation de son propre film Le Mari de l'Indienne.
Après la guerre, il découvrit une jeune actrice, Gloria Swanson à laquelle il confia le premier rôle de Après la pluie, le beau temps. Ce succès en entraîna six autres, dont L'Admirable Crichton (Male and Female). En 1920, il fonda sa propre société de production, la Cecil B. DeMille Productions et continua de réaliser plusieurs films par an, dont Le Détour et Le Réquisitoire avec Leatrice Joy et « se permet des moments de marivaudages très audacieux pour l'époque (rachetés par un intertitre moralisateur) et jette les bases de tous les rapports de couple de la future comédie américaine ».
En 1923, à la suite d'un « concours de la meilleure idée de film » lancé dans le Los Angeles Times, DeMille entreprit la réalisation d'un film aux moyens colossaux : Les Dix Commandements : deux mille cinq cents figurants, trois mille animaux, un budget de près de 1 500 000 dollars. Énorme succès, le film en rapporta trois fois plus. L'année suivante, il réalisa trois films aux budgets plus modestes. À la suite d'un désaccord avec la Famous Players Lasky, il créa son propre studio, le DeMille Studio et y tourna L'Empreinte du passé (The Road to Yesterday) et Les Bateliers de la Volga (The Volga Boatman). Un autre projet ambitieux fut celui de porter à l'écran la vie du Christ, dans Le Roi des rois en 1927. « Tout ce que j'ai fait dans The King of Kings et dans mes autres films bibliques, c'est de traduire dans un langage différent, celui des formes visuelles et sonores, les mots de la Bible. » Il tourne son dernier film muet en 1929 avec La Fille sans dieu (The Godless Girl).
En 1928, il signa un contrat de trois ans avec la MGM et tourna en 1929 Dynamite, première apparition de Kay Johnson, et apporta l'année suivante son soutien au Code Hays. Après Madame Satan, un film musical, et une nouvelle réadaptation du Mari de l'Indienne, un échec, il créa avec Frank Borzage, King Vidor et Lewis Milestone la Guilde des metteurs en scène (qui sombra peu après). Il se retrouva à cette époque sans travail.

#### Entre incertitudes et nouveau départ

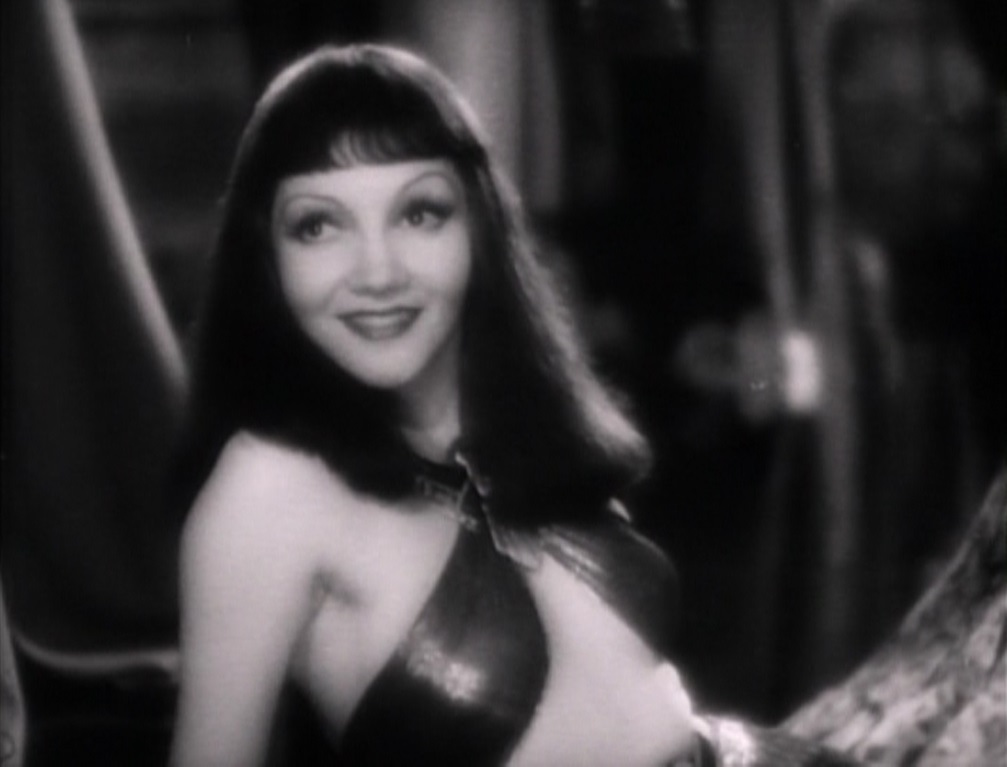
Claudette Colbert dans Cléopâtre (1934).

Après un voyage en Europe, où il rencontra Charles Laughton, il rentra aux États-Unis et signa un nouveau contrat avec la Paramount Pictures pour Le Signe de la croix qui lança Laughton et Claudette Colbert. Certaines scènes contournent allègrement le code Hays, probablement en raison des liens qu'entretenait DeMille avec William Hays, d'autres utilisent à nouveau des milliers de figurants. Il tourna ensuite deux films, La Loi du Lynch (This Day and Age) et Four Frightened People, toujours avec Claudette Colbert. Celle-ci fut en 1934 la Cléopâtre de DeMille, « dont une séquence au moins est anthologique, celle de la séduction de Marc-Antoine ». Henry Wilcoxon, qui interprète ce dernier, devint par la suite le producteur associé du réalisateur sur quelques films.
Les Croisades est son dernier film historique à proprement parler. Loretta Young et Henry Wilcoxon sont les héros de cette fresque médiévale, inégale. DeMille signa un nouveau contrat avec la Paramount Pictures lui laissant plus de liberté. En 1936, il fait tourner la grande vedette Gary Cooper dans Une aventure de Buffalo Bill (« dont la mise en scène séduit par son aisance et un souci de l'authenticité assez rare à l'époque »), puis Fredric March et Anthony Quinn (qui deviendra son gendre) dans Les Flibustiers. Il refuse dans le même temps de devenir candidat républicain aux élections sénatoriales. DeMille préfère continuer de raconter l'histoire des États-Unis à travers ses films. Avec Pacific Express, dont Barbara Stanwyck était la vedette, où il racontait les débuts du chemin de fer, il relança la mode du western. Le film remporta la Palme d'or au Festival de Cannes rétroactivement en 2002. Ce fut aussi son dernier film en noir et blanc.

### Les films en technicolor

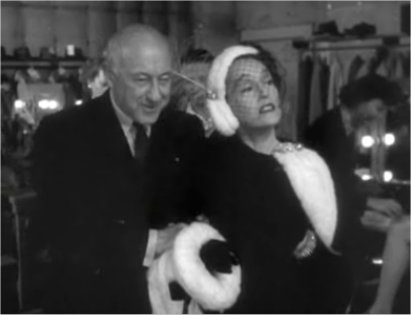
Cecil B. DeMille et Gloria Swanson dans Boulevard du crépuscule.

En 1940, il tourna son premier film en technicolor trichrome, Les Tuniques écarlates où il retrouva Gary Cooper pour une histoire d'aventures au cœur de la rébellion du Nord-Ouest dans les années 1880 au Canada. Toutefois, il resta fidèle à sa manière de travailler, en studio, et l'immense majorité des décors n'étaient que des toiles peintes, à l'exception de quelques plans naturels tournés par une seconde équipe. Deux ans plus tard, il retrouva Paulette Goddard pour Les Naufrageurs des mers du Sud, où s'affrontèrent John Wayne et Ray Milland. Les scènes sous-marine permettent cette année-là à Farciot Edouart et Gordon Jennings de remporter l'Oscar des Meilleurs effets spéciaux.
Après l'entrée en guerre des États-Unis, le président américain Roosevelt évoqua à la radio l'histoire héroïque d'un médecin, Corydon Wassell (en). DeMille s'empara aussitôt de son histoire et fit venir le héros pour qu'il raconte ses exploits et déposa le titre de son futur film, L'Odyssée du docteur Wassell. À nouveau Gary Cooper fut choisi pour interpréter le héros américain. Sorti en 1944, DeMille rajouta à la fin du film un commentaire informant qu'un marin resté seul et probablement prisonnier venait d'être retrouvé sain et sauf.
Gary Cooper est pour la dernière fois le héros d'un film de DeMille en 1947, où il retrouve également Paulette Goddard, Les Conquérants d'un nouveau monde. Le film, qui traite de l'esclavage, se place dans un contexte où le réalisateur avait refusé de s'opposer à une loi californienne qui visait à donner à tout habitant de l'État le droit au travail, qu'il fut syndiqué ou non. Deux ans plus tard, Samson et Dalila marqua son retour au péplum biblique. Les dirigeants de la Paramount Pictures, d'abord réticents à une nouvelle folie du réalisateur, le laissèrent finalement mener à bien son projet. Le film fut un énorme succès public, et rapporta près de onze millions de dollars. L'année suivante, il interpréta son propre rôle dans le célèbre et mythique Boulevard du crépuscule de Billy Wilder aux côtés de Gloria Swanson, incarnant une ancienne star du muet préparant son retour.
En 1952 sortit Sous le plus grand chapiteau du monde, premier grand rôle de Charlton Heston au cinéma. Le film, qui raconte les mésaventures d'un cirque en tournée, remporta notamment l'Oscar du meilleur film en 1953 et reçut un très bon accueil du public, et d'une partie de la critique : « La vie des coulisses, la routine quotidienne, le voyage éternel, le montage de la tente sont décrits par un véritable Victor Hugo du cinéma. » Toutefois, il semblerait que Cecil B. DeMille ne s'attarda pas longtemps avant de se consacrer entièrement à son ultime film, une réadaptation de sa propre œuvre de 1923, Les Dix Commandements. Des moyens colossaux furent déployés : plus de trois ans d'écriture, des mois de repérage, 15 000 animaux, près de 20 000 figurants, sept mois de tournage dont plusieurs séquences ont été tournées en Égypte. Déjà âgé, le réalisateur fut victime un samedi d'une crise cardiaque, mais revint le surlendemain après le repos du dimanche, ne manquant ainsi aucun jour de tournage, pour terminer son travail. Le film, qui fut présenté à New York le 9 novembre 1956, fut un triomphe mondial et plusieurs scènes appartiennent aujourd'hui à la légende de cinéma (l'Exode ou l'ouverture de la mer Rouge).
Dans les années 1950, Cecil B. DeMille, à la suite de démêlés avec des syndicats (refus du closed shop lorsqu'il était présentateur au Lux Radio Theatre (en), dissension avec la Directors Guild of America), devint un républicain réactionnaire en apportant son soutien au sénateur Joseph McCarthy dans la traque d'éventuels agents, militants ou sympathisants communistes aux États-Unis.

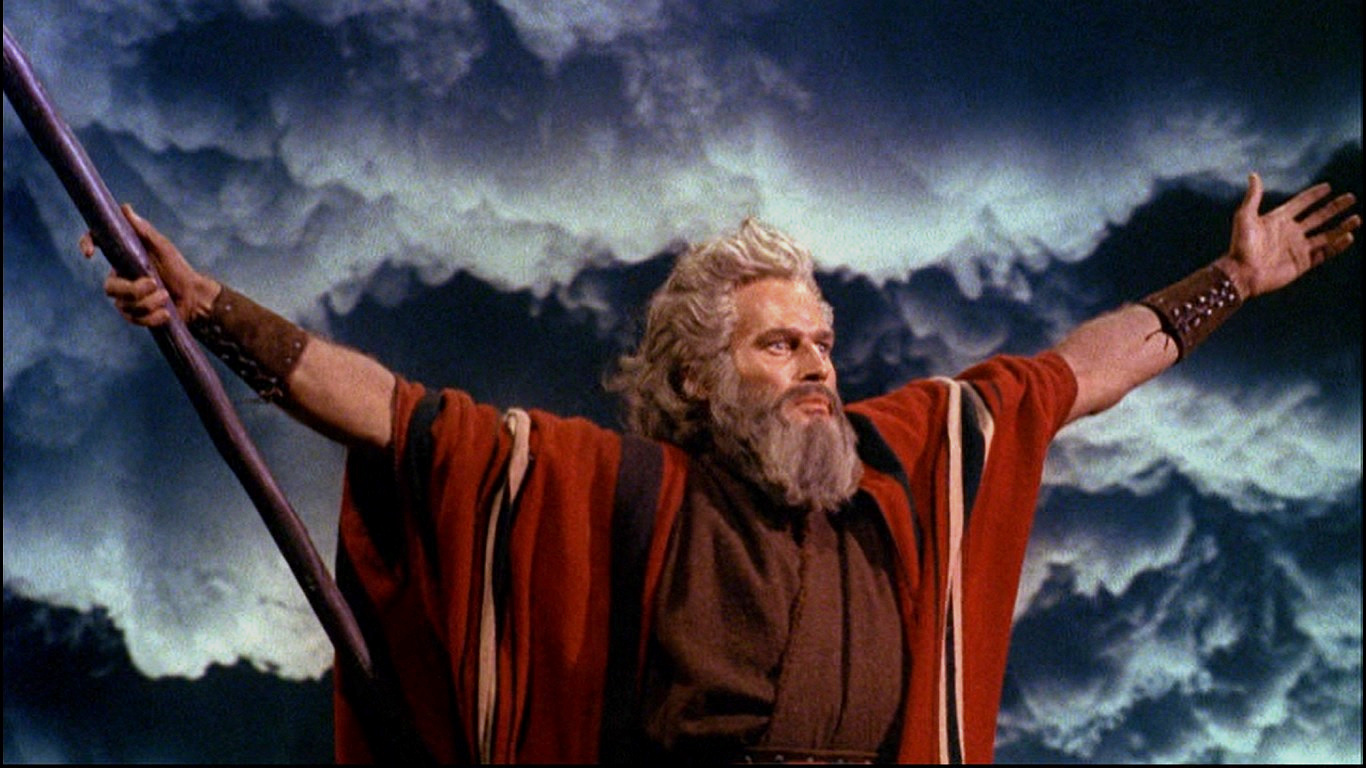
Charlton Heston dans Les Dix Commandements.

### Décès et postérité
Cecil B. DeMille effectua un voyage en Europe où il rencontra entre autres Churchill, le pape Pie XII et Konrad Adenauer. À son retour, il se remit au travail : il voulut faire une réadaptation des Flibustiers (le film fut dirigé par son gendre Anthony Quinn sous le titre Les Boucaniers avec Charlton Heston et Yul Brynner) et s'atteler à la réalisation de Queen of the Queens, sur la vie de la Vierge Marie. Un dernier projet dont on ne connaît presque rien, appelé Projet X, est évoqué plusieurs fois dans ses mémoires et ses dernières correspondances. Mais fatigué, il meurt sans avoir pu en concrétiser aucun, le 21 janvier 1959. Il est inhumé au Hollywood Forever Cemetery de Hollywood.
Une récompense, le Cecil B. DeMille Award récompense les artistes pour l'ensemble de leur carrière dans l'industrie du cinéma. Il est attribué tous les ans depuis 1952 lors de la cérémonie des Golden Globes à Hollywood. Un bâtiment de l'université Chapman d'Orange, en Californie, fut également nommé en son honneur.

### Vie privée
Cecil B. DeMille épousa le 16 août 1902 l'actrice Constance Adams (DeMille) (en) (1874-1960) et ils eurent une fille, Cécilia (1908-1984). Ils adoptèrent également une orpheline, Katherine Lester, qui prit le nom de son père adoptif et épousa par la suite l'acteur Anthony Quinn.
Cecil B. DeMille était par ailleurs franc-maçon,.

## Distinctions
- Étoile sur le Hollywood Walk of Fame (face au 1725 Vince Street)

### Récompenses
- Oscars 1950 : Oscar d'honneur (pour l'ensemble de sa carrière)

- Golden Globes 1952 : Cecil B. DeMille Award (pour l'ensemble de sa carrière)

- Directors Guild of America Awards 1953 : Lifetime Achievement Award (pour l'ensemble de sa carrière)
- Golden Globes 1953 : Meilleur réalisateur pour Sous le plus grand chapiteau du monde
- Oscars 1953 : Oscar du meilleur film pour Sous le plus grand chapiteau du monde

- Laurel Awards 1958 : Golden Laurel du meilleur réalisateur/producteur

- Festival de Cannes 2002 : Palme d'or décernée rétroactivement au film Pacific Express (1939)[n 10] par un jury présidé par Jean d'Ormesson[28]

### Nominations
- Oscars 1953 : meilleur réalisateur pour Sous le plus grand chapiteau du monde.

#### Biographies et analyses
- (en) Donald Hayne (éditeur), The Autobiography of Cecil B. DeMille, Prentice-Hall Inc., 1959.
- (en) Charles Higham, Cecil B. DeMille : A Biography of the Most Successful Film Maker of them All, Scribner, 1973.
- (en) Charles Higham, Cecil B. DeMille : An Uncensored Biography, Dell, 1976.
- (en) Gene Ringgold et Dewitt Bodeen, The Complete Films of Cecil B. DeMille, Citadel Press, 1985.
- (en) Sumiko Higashi, Cecil B. DeMille and American Culture : The Silent Era, University of California Press, 1994.
- (en) Robert S. Birchard, Cecil B. DeMille : In Pursuit of the Grand Award, Emprise Publishing, 1999.
- Michel Mourlet, Cecil B. DeMille, le fondateur de Hollywood, Paris, Durante, 2002.
- (en) Robert S. Birchard, Cecil B. DeMille's Hollywood, The University Press of Kentucky, 2004.
- (en) Simon Louvish, Cecil B. DeMille and the Golden Calf, Faber & Faber, 2007.
- (en) Simon Louvish, Cecil B. DeMille : A Life in Art, Thomas Dunne Books, 2008.
- (en) Scott Eyman, Empire of Dreams : The Epic Life of Cecil B. DeMille, Simon & Schuster, 2010.
- Luc Moullet, Cecil B. DeMille, l'empereur du mauve, Capricci Editions, 2012.
- Jean-Loup Bourget, Cecil B. DeMille : Le Gladiateur de Dieu, PUF, 2013.
- (en) David Blanke, Cecil B. DeMille, classical Hollywood, and modern American mass culture : 1910-1960, Cham, Palgrave Macmillan, 2018, 328 p. (ISBN 978-3-319-76985-1)

#### Ouvrages thématiques
- Olivier-René Veillon, Le cinéma américain. Les années trente, 1929-1945, Paris, Seuil, coll. « Points / Point-virgule » (no 40), 1986, 229 p. (ISBN 978-2-020-09109-1, OCLC 18134886), « Cecil B. DeMille », p. 72-79.
- Bertrand Tavernier et Jean-Pierre Coursodon, 50 ans de cinéma américain, Paris, Omnibus, 1995, p.412-414.
- (en) John Douglas Eames et Robert Abele, The Paramount story, New York, Simon & Schuster, 2002, 432 p. (ISBN 978-0-743-23832-8, OCLC 49664467).
- Michel Mourlet, Sur un art ignoré : La Mise en scène comme langage, Paris, Ramsay Poche Cinéma, 2008.
- Pierre Berthomieu, Le Canon Cecil B. DeMille : au commencement et à la fin du monde : Hollywood classique : Le Temps des géants, Nîmes, Rouge profond, 2009, p.241-266.

#### Articles
- (en) K. Owen, « The Kick-in prophets, legend of the brothers DeMille, who built a daylight reality out of a dream », Photoplay, no 5, octobre 1915.
- (en) Agnès DeMille, « Good night C.B. », Esquire, janvier 1964.
- Michel Pérez, « DeMille et un film », Le Nouvel Observateur, novembre 1987.
- Michel Ciment, « Un roi à Hollywood », Le Monde, 1er novembre 1991.
- Collectif, « Sur Cecil B. DeMille », Les Cahiers du cinéma, no 450, décembre 1991.